# Josef Veverka (vinař)
Josef Veverka (12. ledna 1922 – 21. října 2006, Velké Pavlovice) byl moravský vinař a šlechtitel, který vyšlechtil odrůdy vinné révy Aurelius a Pálava.
Josef Veverka vystudoval gymnázium v Židlochovicích a Vyšší ovocnickovinařskou a zahradnickou školu na Mělníce. Po válce pokračoval ve studiu na Vysoké škole zemědělské v Brně. Nejdříve působil na šlechtitelské stanici ve Velkých Pavlovicích, jejíž správou byl v roce 1956 pověřen. V roce 1959 však odtud musel z politických důvodů odejít a ve své práci pokračoval v šlechtitelské stanici v Perné u Mikulova, kterou od roku 1959 vedl.
V Perné mimo jiné pokračoval ve šlechtění, které zahájil v roce 1953 ve Velkých Pavlovicích. Jako výchozí materiál použil 25 kombinací rodičovských párů, z nichž vypěstoval 429 semenáčů, 4 kombinace volného opylení, z nichž vzniklo 1 785 semenáčů, a 11 samoopylení, z nichž vzniklo 417 semenáčů. Z tohoto šlechtění nakonec vznikly dvě odrůdy, které byly zapsány do státní odrůdové knihy – Pálava, zapsaná v roce 1977, a Aurelius, zapsaný v roce 1983.